# Liste der Einträge im National Register of Historic Places im Livingston County (Missouri)

Lage des Livingston County in Missouri

Die Liste der Einträge im National Register of Historic Places im Livingston County in Missouri führt die Bauwerke und historischen Stätten im Livingston County auf, die in das National Register of Historic Places aufgenommen wurden.

## Legende
| NRHP | Historic Place    |
| HD   | Historic District |

## Aktuelle Einträge
| [ 3 ] | Name                                     | Bild                                     | Eintragsdatum        | Lage | Ort         | Beschreibung |
| ----- | ---------------------------------------- | ---------------------------------------- | -------------------- | --- | ----------- | ------------ |
| 1     | Chillicothe Commercial Historic District | Chillicothe Commercial Historic District | 2002 ID-Nr. 02001176 | Abgegrenzt durch Clay Street, Ann Street, Washington Street und Locust Street 39° 47′ 32″ N, 93° 33′ 9″ W     | Chillicothe |              |
| 2     | Chillicothe Industrial Home for Girls    | Chillicothe Industrial Home for Girls    | 2010 ID-Nr. 10000182 | 1500 3rd Street 39° 47′ 22,1″ N, 93° 33′ 45,2″ W                                                              | Chillicothe |              |
| 3     | Courthouse Square Historic District      | Courthouse Square Historic District      | 2002 ID-Nr. 02001177 | Abgegrenzt durch Calhoun Street, Jackson Street, Washington Street und Elm Street 39° 47′ 39″ N, 93° 33′ 9″ W | Chillicothe |              |
| 4     | Grace Episcopal Church and Building      |                                          | 1980 ID-Nr. 80002375 | 421 Elm Street 39° 47′ 30″ N, 93° 32′ 23″ W                                                                   | Chillicothe |              |